# 風景画

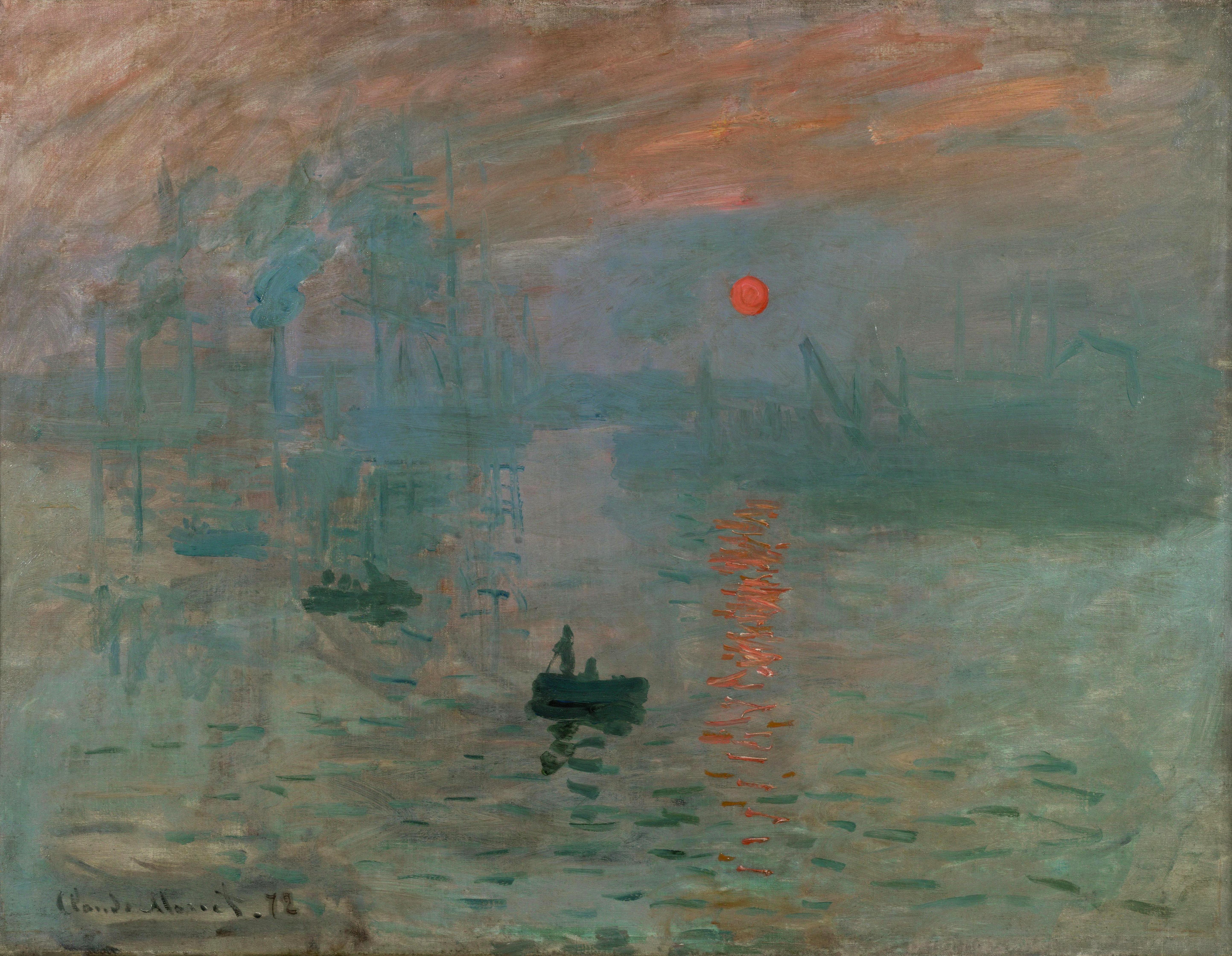
『印象・日の出』
クロード・モネ
1872年

風景画（ふうけいが）は山、渓谷、木々、河川、森などの景観を描いた絵画である。多くの場合空が描かれ、天候が記述される。
海を主題として描いた絵画は特に海景画と呼ばれ、都市を主題として描いた絵画は特に街景画と呼ばれる。

## 概要
ポンペイとヘルクラネウム（現在のエルコラーノErcolano）には1世紀頃のローマ帝国時代のフレスコによる風景の室内装飾が残されている。
伝統的な中国の "純粋な" 風景画では人物の姿は、非常に小さく描かれ、観る者をその風景の中に引き込みその壮大さを表すために描かれているに過ぎない。このような風景画は現存する墨による絵画が描かれた頃には、既に成立していた。中国の山水画は、10世紀～11世紀に李成、范寛、郭煕などの巨匠を輩出し、従来の本流だった人物画をしのぐ状況になった。
15世紀初頭、ヨーロッパでも風景画はひとつのジャンルを確立した。それはまだ人物が活動する舞台としてではあったがエジプト逃避中の休息、東方三博士の旅、砂漠の聖ジェローモといった宗教的な主題の中で、風景がしばしば描かれていた。
17世紀のオランダでは、豊かになった市民階級の家屋を飾る絵画として風景画が確立し、ヤーコプ・ファン・ロイスダールやメインデルト・ホッベマなどの専門的な風景画家が登場した。オランダの風景画は、国土が平坦なことから、空と雲が重要な要素となった。
19世紀に入るとヨーロッパでは自然主義が主流となり、宗教的、歴史的な画題や理想化された風景を室内で描く従来の風景画を否定し、野外に出て直接観察しながら風景を描くバルビゾン派（カミーユ・コローやテオドール・ルソー）が生まれた。
19世紀前半、空前の旅行ブームが起きた日本では、浮世絵（錦絵）においても名所絵が流行し、葛飾北斎の『富嶽三十六景』や歌川広重の『東海道五十三次絵』などの傑作を生んだ。その大胆な画面構成や鮮やかな色彩は、19世紀半ばに写真が実用化されたために写実主義に代わる絵画独特の表現方法を模索していたヨーロッパ美術界に大きな影響を与え（ジャポニスム）、印象派を生む契機の一つとなった。
ヨーロッパではジョン・ラスキンが気付き、ケネス・クラーク卿が紹介したように、風景画は「19世紀の主要なる芸術創造」であった。この結果これ以降、人々は「自然美の鑑賞や風景画の製作とはわれわれの精神活動の正常な、永遠的な部分である」と思うようになった。クラークの分析によると、ヨーロッパでは自然の複雑さをひとつの作品に表現する場合、基本的に次の4つのアプローチが有るとしている。象徴の受容、自然の事実に対する興味、深く根付いた自然に対する畏れを和らげる為のファンタジーの創造、再生できるかもしれない黄金時代の調和と秩序に対する憧憬。
米国では、19世紀中頃から末にかけて活躍したハドソン・リバー派が風景画の最も知られている例だろう。彼らは理想とする叙事詩的絵画を実現するために巨大な作品を制作した。一般的にハドソン・リバー派の創始者と目されるトマス・コールは、ヨーロッパの風景画の哲学的な理想の多くを共有していた。それは自然の美に関する思索により得られる精神的な利益に対する非宗教的な信仰のような物だった。後のハドソン・リバー派の作家にはアルバート・ビアスタットのように生々しい、時として脅威となる自然の力を強調した作品を生み出すものが現れた。その作品にはロマン派的な誇張が強く現れていた。
探検家、自然科学者、航海者、商人、移住者たちがカナダの大西洋岸に現れた初めの頃、彼らは人を寄せ付けない厳しい環境と荒々しい海に行く手を阻まれた。彼らはこの厄介な土地を地図に写し、記録して自分たちの土地であることを主張することにより対処しようとした。この土地の特質と生物に関する彼らの理解には、非常に差があり、その観察には非常に科学的で正確な物から、風変わりな物、空想的な物までさまざまだった。これらの観察の結果が彼らの残した風景画に現れている。カナダの風景画の最もよい例は1920年代のグループ・オブ・セブンの作品に見出すことができる。

## 風景画の例
- 展子虔、遊春図（唐）
- 雪舟、天橋立図（1501年頃）
- フレデリック・エドウィン・チャーチ、アンデスの奥地 (1859年)[注釈 1]

- ピーター・ブリューゲル(大)、穀物の収穫 (1565年)[注釈 2]
- ヨハネス・フェルメール、デルフトの眺望（1660年頃）
- メインデルト・ホッベマ、ミッデルハルニスの並木道（1689年）[4]
- カミーユ・コロー、ナルニの橋 (1826年)
- ジョン・コンスタブル、乾草の車（1821年）
- J.M.W.ターナー、雨、蒸気、速度――グレート・ウェスタン鉄道（1844年）
- 葛飾北斎、凱風快晴 (1830年代)
- 歌川広重、東海道五十三次 箱根 (1833年)

- ポール・セザンヌ、サント・ヴィクトワール山 (1904年)
- 郭煕、早春図（(北宋）
- アルブレヒト・アルトドルファー、ドナウ風景（1520年頃）